# Я — Тянь-Шань
«Я — Тянь-Шань» — советский художественный полнометражный цветной фильм, снятый режиссёром Ириной Поплавской на киностудии «Мосфильм» в 1972 году. Снят по мотивам повести Чингиза Айтматова «Тополёк мой в красной косынке».

## Сюжет
Фильм о трагической любви молодого шофёра, работающего на большой трассе между Иссык-Кульской и Тянь-Шаньской (ныне Нарынской) областями Киргизии.  Основные события происходят на перевале Долон между Нарынским и Кочкорским районами (3030 метров над уровнем моря) и в городе Рыбачье (ныне Балыкчи).
Шофёр Ильяс влюбляется в Асел. Они заводят ребёнка, но после случая на работе Ильяс начинает пить. Он заводит интрижку с Кадичой. Жена уходит от него. Позже Ильяс решает вернуться к жене и сыну.

## В ролях
- Дюйшен Байтобетов — Ильяс
- Динара Чочунбаева — Асел
- Суйменкул Чокморов — Байтемир
- Назира Мамбетова — Кадича
- Мухтар Бахтыгереев
- Акылбек Абдыкалыков — Алибек
- Амурабек Рыскулов
- Тургун Бердалиев
- Олег Ли
- Вова Ким
- Джумаш Сыдыкбекова